# 山家昌治
山家 昌治（やまべ まさはる）は、戦国時代の武将。信濃小笠原氏、甲斐武田氏の家臣。信濃国山家城主。当初は折野氏で、後に山家氏に改めた。
折野氏は信濃守護職小笠原氏の支流。山家氏は元々は諏訪氏の流れを汲む一族であったが、文明12年（1481年）に小笠原長朝に攻められ没落した。
山家城跡にある案内板によると、昌治は永正2年（1505年）頃に播磨国から来訪し入城したとされる。その後、山家氏に改姓した昌治は当初は小笠原長時に従っていたが、天文19年（1550年）、武田信玄の信濃府中（現 長野県松本市）侵攻の際、寝返り武田氏に従属した。
以降は信玄・勝頼の2代に仕えた。

## 参照
- 山家城跡案内板（長野県松本市大字入山辺8318番地、長野県教育委員会・松本市教育委員会、2006年（平成18年）3月）